# Маруан Баргути
Маруан Баргути е палестински водач от Западния бряг и ръководител на движението Фатах, което стои в основата на Палестинската автономия и на Организацията за освобождение на Палестина (ООП).

## Биография
Баргути е роден в Рамала. На 15-годишна възраст той вече е активист на „Фатах“. В средата на 80-те години е арестуван и осъден за терористични дейности на 6 години лишаване от свобода. В затвора научава иврит. След освобождаването му се връща в Западния бряг и се записва в университета в Бирзейт, където става ръководител на студентски съюз. По време на първата интифада Баргути е един от ръководителите на въстанието, той е инициатор на много митинги и бунтове.